# Juan Carlos González
Juan Carlos González Ortiz (Montevideo, 22 agosto 1924 – Buenos Aires, 15 febbraio 2010) è stato un calciatore uruguaiano di ruolo difensore, campione del mondo nel 1950 con la Nazionale uruguaiana.
È scomparso nel 2010 all'età di 85 anni.

## Carriera
González trascorse tutta la carriera nel Peñarol.
Conta 7 presenze con la Nazionale uruguaiana, con cui esordì il 6 maggio 1950 contro il Brasile (4-3).
Fece parte della selezione che vinse i Mondiali nel 1950, dove disputò 2 partite del girone finale.

## Palmarès

### Nazionale
- Campionato mondiale: 1

Brasile 1950